# Уилер, Флекс
Кеннет «Флекс» Уилер (англ. Flex Wheeler; род. 23 августа 1965 года, Фресно, США) — американский культурист, которому принадлежит рекорд по количеству побед на конкурсе Айронмен Про (1993, 1995, 1996 —1998). Четырёхкратный победитель конкурса Арнольд Классик (1993, 1997, 1998, 2000). Является также трижды серебряным призёром конкурса Мистер Олимпия (1993, 1998, 1999). Его дебют в 1993 году на профессиональной сцене после 4 непрерывных побед и второго места, после Дориана Йейтса на конкурсе Мистер Олимпия является самым грандиозным в истории организации IFBB. Флекс так же считается многими фанатами самым одаренным и красивым атлетом в истории, а экспертами бодибилдинга самым незаслуженно обделенным и некоронованным Мистером Олимпия.

## Ранние годы
С детства Флекс начал увлекаться боевыми искусствами. Упорно работая над собой, он заметил, что был не очень хорошо развит физически, поэтому решил заняться бодибилдингом. Но спортзал он все-таки ставил на второй план. Поднявшись на ноги, Флекс немного поработал полицейским, но затем полностью сосредоточился на занятиях в спортзале. Он решил стать профессиональным культуристом и взял себе псевдоним «Flex» (гибкий).

## Биография
Первые соревнования прошли в 1983 году, а свой первый турнир Флекс выиграл в 1989   — чемпионат NPC Мистер Калифорния. В 1993 году он занял второе место на Олимпии (после Дориана Ятса), (то же он повторил в 1998 и 1999 году). Кроме того, он часто выигрывал Айронмэн и Арнольд Классик, Гран-при Франции, South Beach Pro, Ночь Чемпионов и Гран-при Венгрии. На соревнованиях Уилер показывал себя как высокомерный и уверенный в себе спортсмен. Благодаря юношескому увлечению боевыми искусствами у него прекрасно развита гибкость, несмотря на его массивное телосложение.
В течение 18 лет Уилер по прозвищу Султан Симметрии, принимал анаболические стероиды. К слову, принимать эти препараты Кенни начал с восемнадцати лет, увлёкшись силовыми видами спорта и единоборствами.
В результате его тело раздулось и мышцы стали настолько большими, что по его же словам он стал походить на суперкачка из каких-то комиксов. Его тело обладало «инопланетными» параметрами — невероятно большими и круглыми мышцами, миниатюрной талией и внушительными ногами.
25-го октября 2019 года Уилер сообщил о том, что ему ампутировали часть правой ноги. Причиной стало обострение проблем с кровообращением в правой ноге, которые начали угрожать жизни Флекса.

## История выступлений
| Год  | Соревнования       | Место |
| ---- | ------------------ | ----- |
| 2003 | Айронмен Про       | 3     |
| 2002 | Мистер Олимпия     | 7     |
| 2000 | Мистер Олимпия     | 3     |
| 2000 | Гран При Венгрия   | 1     |
| 2000 | Арнольд Классик    | 1     |
| 2000 | Айронмен Про       | 2     |
| 1999 | Гран При Англия    | 2     |
| 1999 | Чемпионат мира Про | 2     |
| 1999 | Мистер Олимпия     | 2     |
| 1998 | Мистер Олимпия     | 2     |
| 1998 | Арнольд Классик    | 1     |
| 1998 | Айронмен Про       | 1     |
| 1997 | Сан-Франциско Про  | 1     |
| 1997 | Арнольд Классик    | 1     |
| 1997 | Айронмен Про       | 1     |
| 1996 | Мистер Олимпия     | 4     |

| Год  | Соревнования         | Место |
| ---- | -------------------- | ----- |
| 1996 | Ночь чемпионов       | 1     |
| 1996 | Торонто/Монреаль Про | 2     |
| 1996 | Арнольд Классик      | 2     |
| 1996 | Айронмен Про         | 1     |
| 1995 | Гран При Испания     | 5     |
| 1995 | Мистер Олимпия       | 8     |
| 1995 | Арнольд Классик      | 2     |
| 1995 | Айронмен Про         | 1     |
| 1993 | Гран При Англия      | 2     |
| 1993 | Мистер Олимпия       | 2     |
| 1993 | Гран При Англия      | 2     |
| 1993 | Гран При Германия    | 1     |
| 1993 | Арнольд Классик      | 1     |
| 1993 | Айронмен Про         | 1     |
| 1993 | Гран При Франция     | 1     |
| 1993 | Нашионалс            | 2     |